# تپه قازان گر
تپه قازان گر مربوط به هزاره اول (پیش از میلاد) - دوره اسلامی قرن ۴ تا ۶ و ۶ تا ۸ ه.ق است و در شهرستان تکاب، بخش مرکزی، دهستان کرفتو، روستای بادمحمود واقع شده است. این اثر در تاریخ ۳۰ دی ۱۳۸۵ با شمارهٔ ثبت ۱۶۷۵۹ به عنوان یکی از آثار ملی ایران به ثبت رسیده است.